# 58e Primetime Emmy Awards
De 58e Primetime Emmy Awards, waarbij prijzen werden uitgereikt in verschillende categorieën voor de beste Amerikaanse televisieprogramma's die in primetime werden uitgezonden tijdens het televisieseizoen 2005-2006, vond plaats op 27 augustus 2006 in het Shrine Auditorium in Los Angeles, Californië.

## Winnaars en nominaties - televisieprogramma's
(De winnaars staan bovenaan in vet lettertype.)

#### Dramaserie
(Outstanding Drama Series)
- 24
  - House
  - The Sopranos
  - The West Wing
  - Grey's Anatomy

#### Komische serie
(Outstanding Comedy Series)
- The Office
  - Arrested Development
  - Scrubs
  - Two and a Half Men
  - Curb Your Enthusiasm

#### Miniserie
(Outstanding Mini Series)
- Elizabeth I
  - Bleak House
  - Into the West
  - Sleeper Cell

#### Televisiefilm
(Outstanding Made for Television Movie)
- The Girl in the Café
  - Flight 93
  - The Flight that Fought Back
  - Mrs. Harris
  - Yesterday

#### Varieté-, Muziek- of komische show
(Outstanding Variety, Music or Comedy Series)
- The Daily Show
  - The Colbert Report
  - Late Night with Conan O'Brien
  - Late show with David Letterman
  - Real Time with Bill Maher

#### Reality competitie
(Outstanding Reality-Competition Program)
- The Amazing Race
  - American Idol
  - Dancing with the Stars
  - Project Runway
  - Survivor

## Winnaars en nominaties - acteurs

### Hoofdrollen

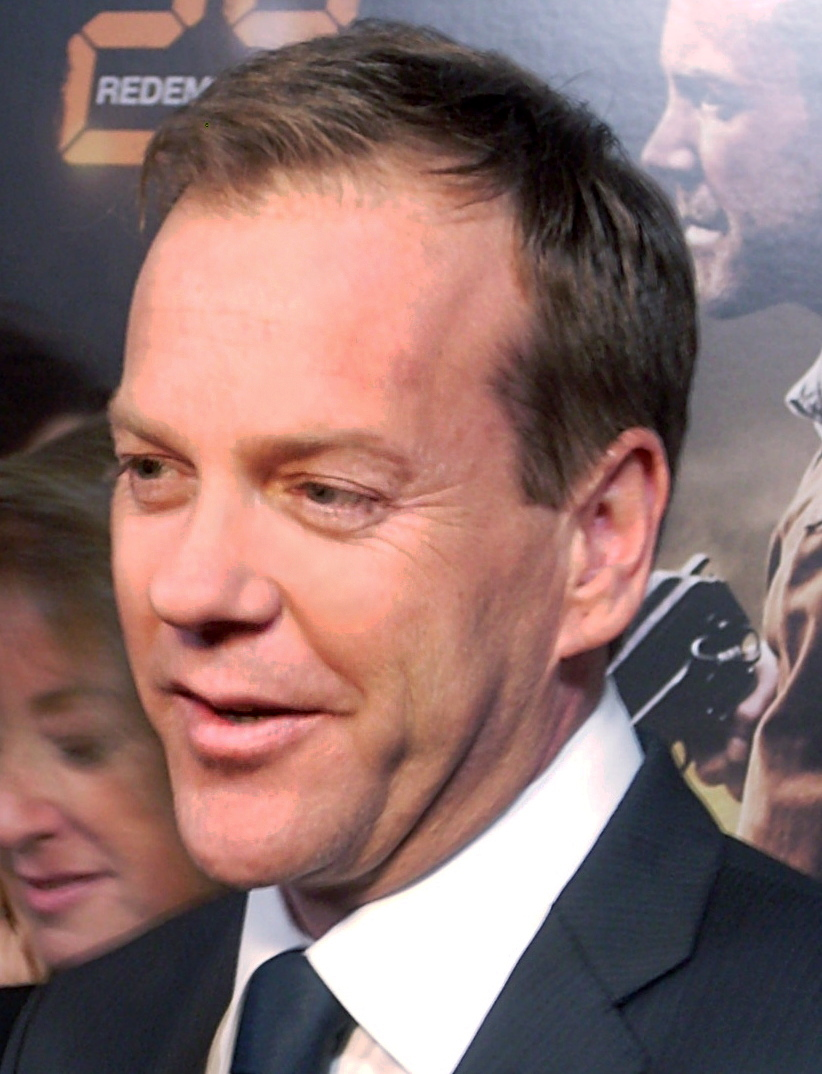
Kiefer Sutherland (24), winnaar mannelijke hoofdrol in een dramaserie

#### Mannelijke hoofdrol in een dramaserie
(Outstanding Lead Actor in a Drama Series)
- Kiefer Sutherland als Jack Bauer in 24
  - Christopher Meloni als Elliot Stabler in Law & Order: Special Victims Unit
  - Denis Leary als Tommy Gavin in Rescue Me
  - Peter Krause als Nate Fisher in Six Feet Under
  - Martin Sheen als Josiah Bartlet in The West Wing

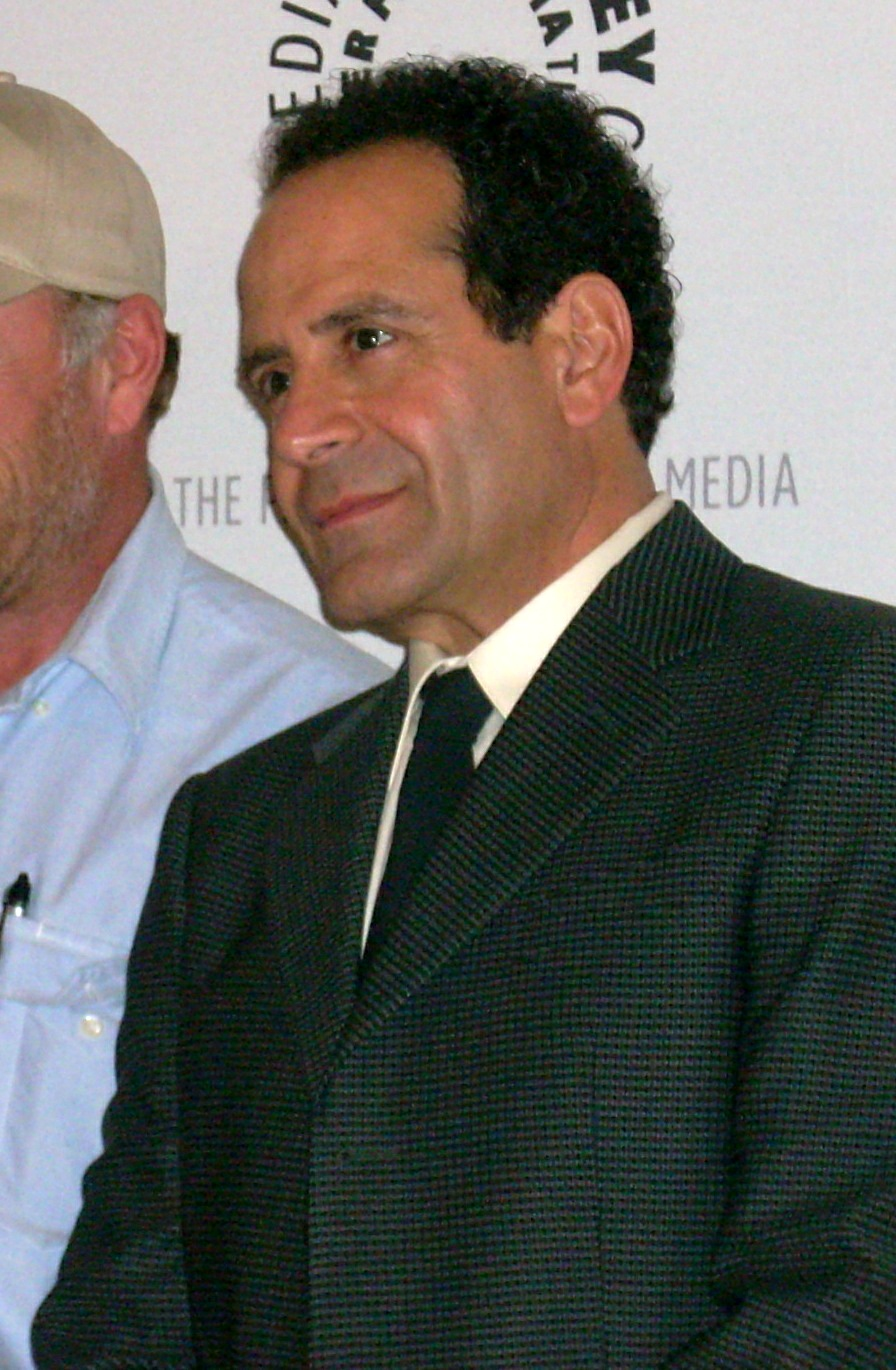
Tony Shalhoub (Monk), winnaar mannelijke hoofdrol in een komische serie

#### Mannelijke hoofdrol in een komische serie
(Outstanding Lead Actor in a Comedy Series)
- Tony Shalhoub als Adrian Monk in Monk
  - Steve Carell als Michael Scott in The Office
  - Larry David als Larry David in Curb Your Enthusiasm
  - Kevin James als Doug Heffernan in The King of Queens
  - Charlie Sheen als Charlie Harper in Two and a Half Men

#### Mannelijke hoofdrol in een miniserie of televisiefilm
(Outstanding Lead Actor in a Miniseries or Movie)
- Andre Braugher als Nick Atwater in Thief
  - Charles Dance als Mr. Tulkinghorn in Bleak House
  - Ben Kingsley als Herman Tarnower in Mrs. Harris
  - Donald Sutherland als Bill Meehan in Human Trafficking
  - Jon Voight als Paus Johannes Paulus II in Pope John Paul II

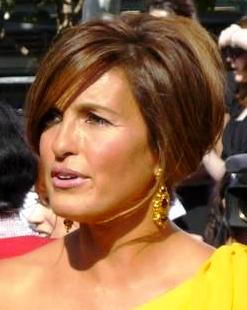
Mariska Hargitay (Law & Order: Special Victims Unit), winnaar vrouwelijke hoofdrol in een dramaserie

#### Vrouwelijke hoofdrol in een dramaserie
(Outstanding Lead Actress in a Drama Series)
- Mariska Hargitay als Olivia Benson in Law & Order: Special Victims Unit
  - Allison Janney als C.J. Cregg in The West Wing
  - Geena Davis als Mackenzie Allen in Commander in Chief
  - Frances Conroy als Ruth Fisher in Six Feet Under
  - Kyra Sedgwick als Brenda Johnson in The Closer

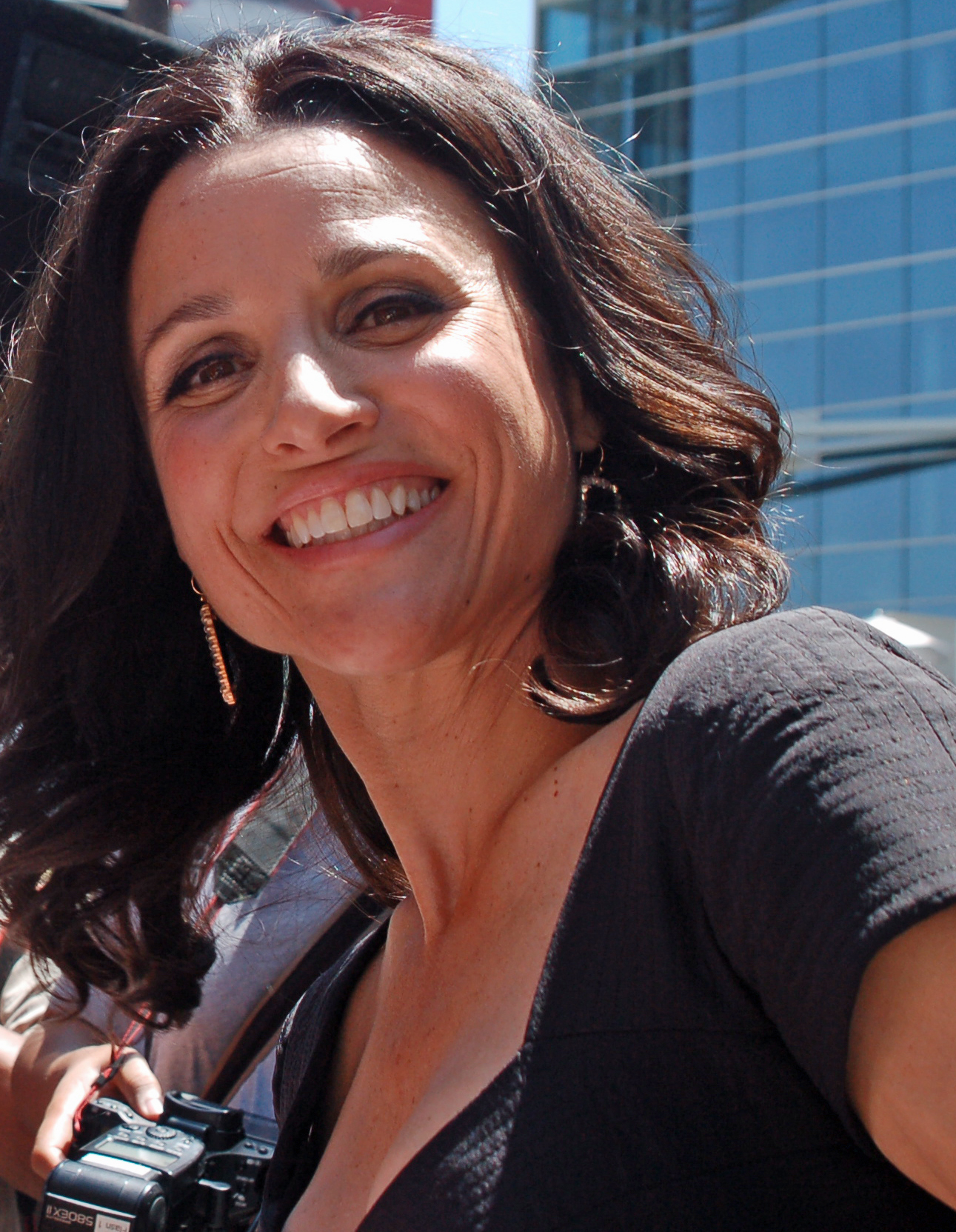
Julia Louis-Dreyfus (The New Adventures of Old Christine), winnaar vrouwelijke hoofdrol in een komische serie

#### Vrouwelijke hoofdrol in een komische serie
(Outstanding Lead Actress in a Comedy Series)
- Julia Louis-Dreyfus als Christine Campbell in The New Adventures of Old Christine
  - Stockard Channing als Lydia Barnes in Out of Practice
  - Jane Kaczmarek als Lois in Malcolm in the Middle
  - Lisa Kudrow als Valerie Cherish in The Comeback
  - Debra Messing als Grace Adler in Will & Grace

#### Vrouwelijke hoofdrol in een miniserie of televisiefilm
(Outstanding Lead Actress in a Miniseries or a Movie)
- Helen Mirren als Elisabeth I. in Elizabeth I
  - Gillian Anderson als Lady Dedlock in Bleak House
  - Kathy Bates als Jane Stern in Ambulance Girl
  - Annette Bening als Jean Harris in Mrs. Harris
  - Judy Davis als Sante Kimes in A Little Thing Called Murder

### Bijrollen

#### Mannelijke bijrol in een dramaserie
(Outstanding Supporting Actor in a Drama Series)
- Alan Alda als Arnold Vinick in The West Wing
  - William Shatner als Denny Crane in Boston Legal
  - Oliver Platt als Russell Tupper in Huff
  - Michael Imperioli als Christopher Moltisanti in The Sopranos
  - Gregory Itzin als Charles Logan in 24

#### Mannelijke bijrol in een komische serie
(Outstanding Supporting Actor in a Comedy Series)
- Jeremy Piven als Ari Gold in Entourage
  - Will Arnett als Gob Bluth in Arrested Development
  - Bryan Cranston als Hal in Malcolm in the Middle
  - Jon Cryer als Alan Harper in Two and a Half Men
  - Sean Hayes als Jack McFarland in Will & Grace

#### Mannelijke bijrol in een miniserie of televisiefilm
(Outstanding Supporting Actor in a Miniseries or Movie)
- Jeremy Irons als Earl of Leicester in Elizabeth I
  - Robert Carlyle als Sergei Karpovich in Human Trafficking
  - Clifton Collins jr. als Jack Hill in Thief
  - Hugh Dancy als Earl of Essex in Elizabeth I
  - Denis Lawson als John Jarndyce in Bleak House

#### Vrouwelijke bijrol in een dramaserie
(Outstanding Supporting Actress in a Drama Series)
- Blythe Danner als Izzy Huffstodt in Huff
  - Candice Bergen als Shirley Schmidt in Boston Legal
  - Sandra Oh als Cristina Yang in Grey's Anatomy
  - Chandra Wilson als Miranda Bailey in Grey's Anatomy
  - Jean Smart als Martha Logan in 24

#### Vrouwelijke bijrol in een komische serie
(Outstanding Supporting Actress in a Comedy Series)
- Megan Mullally als Karen Walker in Will & Grace
  - Cheryl Hines als Cheryl David in Curb Your Enthusiasm
  - Alfre Woodard als Betty Applewhite in Desperate Housewives
  - Jaime Pressly als Joy in My Name Is Earl
  - Elizabeth Perkins als Celia Hodes in Weeds

#### Vrouwelijke bijrol in een miniserie of televisiefilm
(Outstanding Supporting Actress in a Miniseries or Movie)
- Kelly Macdonald als Gina in The Girl in the Cafe
  - Ellen Burstyn als Former Tarnower in Mrs. Harris
  - Shirley Jones als Aunt Batty in Hidden Places
  - Cloris Leachman als Tarnowers Schwester in Mrs. Harris
  - Alfre Woodard als Mrs. Brown in The Water is Wide

### Gastrollen

#### Mannelijke gastrol in een dramaserie
(Outstanding Guest Actor in a Drama Series)
- Christian Clemenson in Boston Legal
  - Michael J. Fox in Boston Legal
  - James Woods in ER
  - Kyle Chandler in Grey's Anatomy
  - Henry Ian Cusick in Lost

#### Mannelijke gastrol in een komische serie
(Outstanding Guest Actor in a Comedy Series)
- Leslie Jordan in Will & Grace
  - Patrick Stewart in Extras
  - Ben Stiller in Extras
  - Martin Sheen in Two and a Half Men
  - Alec Baldwin in Will & Grace

#### Vrouwelijke gastrol in een dramaserie
(Outstanding Guest Actress in a Drama Series)
- Patricia Clarkson in Six Feet Under
  - Kate Burton in Grey's Anatomy
  - Christina Ricci in Grey's Anatomy
  - Swoosie Kurtz in Huff
  - Joanna Cassidy in Six Feet Under

#### Vrouwelijke gastrol in een komische serie
(Outstanding Guest Actress in a Comedy Series)
- Cloris Leachman in Malcolm in the Middle
  - Shirley Knight in Desperate Housewives
  - Kate Winslet in Extras
  - Laurie Metcalf in Monk
  - Blythe Danner in Will & Grace